# العلاقات اليمنية القطرية
العلاقات اليمنية القطرية هي العلاقات الثنائية بين الحكومة اليمنية وحكومة قطر. تأزمت العلاقة بين البلدين أثناء ثورة الشباب اليمنية بسبب إتهام صالح لقطر بدعم الثورة والمعتصمين .

## نبذة
قامت علاقات دبلوماسية بين البلدين وافتتح كل منهما سفارته في عاصمة البلد الآخر في منتصف السبعينيات من القرن الماضي حيث جسد ذلك بداية مهمة للتطور في العلاقات بين البلدين، ووقع البلدان خلال تاريخ العلاقات بينهما (81)  وشهدت الفترة 1990م-2000م توقيع وزيري الخارجية في البلدين على محضر إنشاء اللجنة الوزارية اليمنية القطرية المشتركة، وفي عام 1993م تم الاتفاق على تبادل الآراء والخبرات والتنسيق في المواقف السياسية المختلفة وفي المحافل الدولية بما يعمق أواصر الأخوة بين البلدين، وهو ما تجسدت في المواقف الأخوية والقومية والإسلامية الوحدوية لدولة قطر أثناء الأزمة السياسية وحرب الردة والانفصال في مجلس الأمن الدولي وجامعة الدول العربية ومجلس التعاون الخليجي وما أعقب ذلك من زيارات متبادلة للرئيس علي عبد الله صالح وأمير دولة قطر الشيخ حمد بن خليفة آل ثاني. 